# Potchefstroom
Potchefstroom – miasto w Republice Południowej Afryki. Potchefstroom jest dużym miastem akademickim Uniwersytetu Północno-Zachodniego (wcześniej znanym jako Uniwersytet Potchefstroom dla wyższej edukacji chrześcijan), ulokowanym nad brzegiem rzeki Mooirivier (af. piękna rzeka), 120 km na południowy zachód od Johannesburga.
W mieście rozwinął się przemysł spożywczy, drzewny, maszynowy oraz poligraficzny.